# Réserve naturelle intégrale de Zahamena
La réserve naturelle intégrale de Zahamena  est une aire protégée de Madagascar située dans la province de Toamasina.

## Spécificités
Le parc national terrestre, inscrit au patrimoine mondial, abrite des écosystèmes de forêt dense humide sempervirente à basse altitude (400-800 m) et moyenne altitude (800-1200 m). Ces environnements sont le foyer de lémuriens tels que Propithecus diadema diadema (Simpona), Eulemur fulvus fulvus, ainsi que du gecko Paroedura masobe. On y trouve également des espèces végétales telles que Dypsis fibrosa et Pygeum africanum.

## Biodiversité
Le parc national Zahamena, faisant partie du site en série du patrimoine mondial des forêts humides de l'Atsinanana, abrite une biodiversité remarquable avec deux principaux écosystèmes. Le premier est terrestre et est caractérisé par des forêts denses humides sempervirentes. Le second est aquatique, composé d'un réseau dense de cours d'eau et de zones marécageuses. Cette région présente une variété d'habitats, accueillant une diversité exceptionnelle d'oiseaux (plus de 95 % d'espèces typiques de la région), ainsi qu'une grande variété de reptiles.

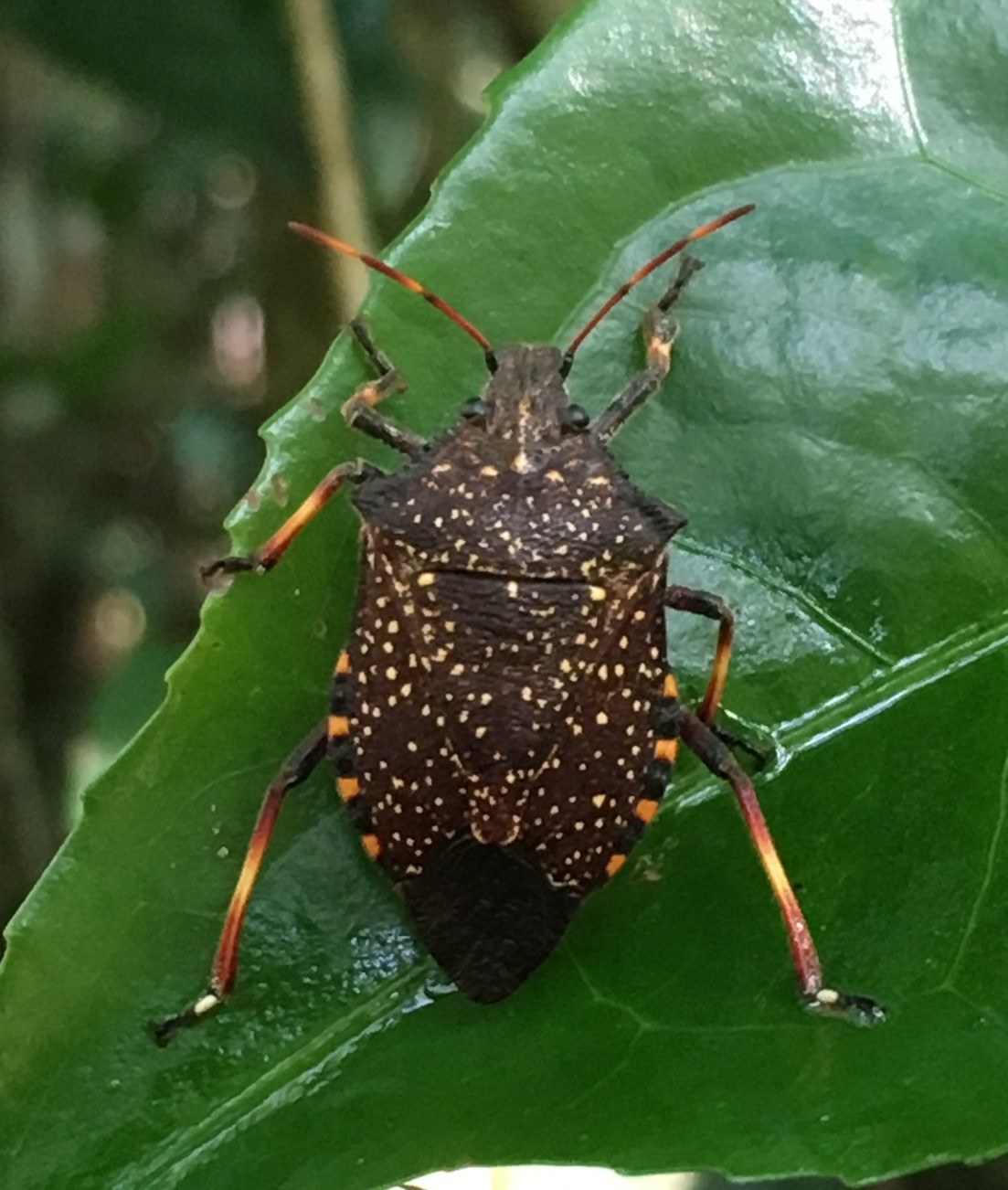
Nealeria asopoides

### Faune
|                   | Espèces     | Détails |
| Lémuriens         | 14 espèces  | 4 en danger critique (ex : l’Indri indri ou babakoto, le Propithecus diadema), 4 en danger (ex : le lémurien nocturne Aye-aye) et 3 vulnérables selon l’UICN |
| ----------------- | ----------- | --- |
| Oiseaux           | 111 espèces | 5 en danger (ex : le serpentaire de Madagascar ou Firasabe et le grèbe malgache) et 7 vulnérables selon l’UICN                                               |
| Reptiles          | 30 espèces  | 4 en danger parmi lesquelles 3 espèces de caméléons et 1 espèce de caméléons vulnérable selon l’UICN                                                         |
| Amphibiens        | 27 espèces  | |
| Carnivores        | 7 espèces   | 4 vulnérables (ex : le fosa et la civette malgache) selon l’UICN                                                                                             |
| Chauves-souris    | 10 espèces  | 2 vulnérables (ex : le renard volant de Madagascar) |
| Autres mammifères | 11 espèces  | |